# ライナッハ
ライナッハ (ドイツ語: Leinach) はドイツ連邦共和国バイエルン州ウンターフランケン地方のヴュルツブルク郡の町村（以下、本項では便宜上「町」と記述する）である。

## 地理
ライナッハはヴュルツブルク地方のライナッハ川沿いに位置する。

### 自治体の構成
この町は、公式には2つの地区 (Ort) からなる。このうち小集落や孤立農場などを除く集落は、首邑のライナッハのみである。

## 歴史
ライナッハ（オーバーライナッハ、ウンターライナッハ）は、ヴュルツブルク司教領の一部として1803年にバイエルン大公領に世俗化された。プレスブルクの和約（1805年）によりトスカーナ大公フェルディナンド3世が創設したヴュルツブルク大公国に移されたが、1814年に最終的にバイエルン王国領となった。1818年の行政改革により成立していたオーバーライナッハとウンターライナッハは1978年の市町村再編により合併し、自治体としてのライナッハが設立された。

### 人口推移
- 1970年 2,030人
- 1987年 2,568人
- 2000年 3,243人

## 行政
町長はマーガー・アルノ (Unabhängige Bürger Leinach) である。彼は2020年5月1日に町長に就任した。

## 経済と社会資本

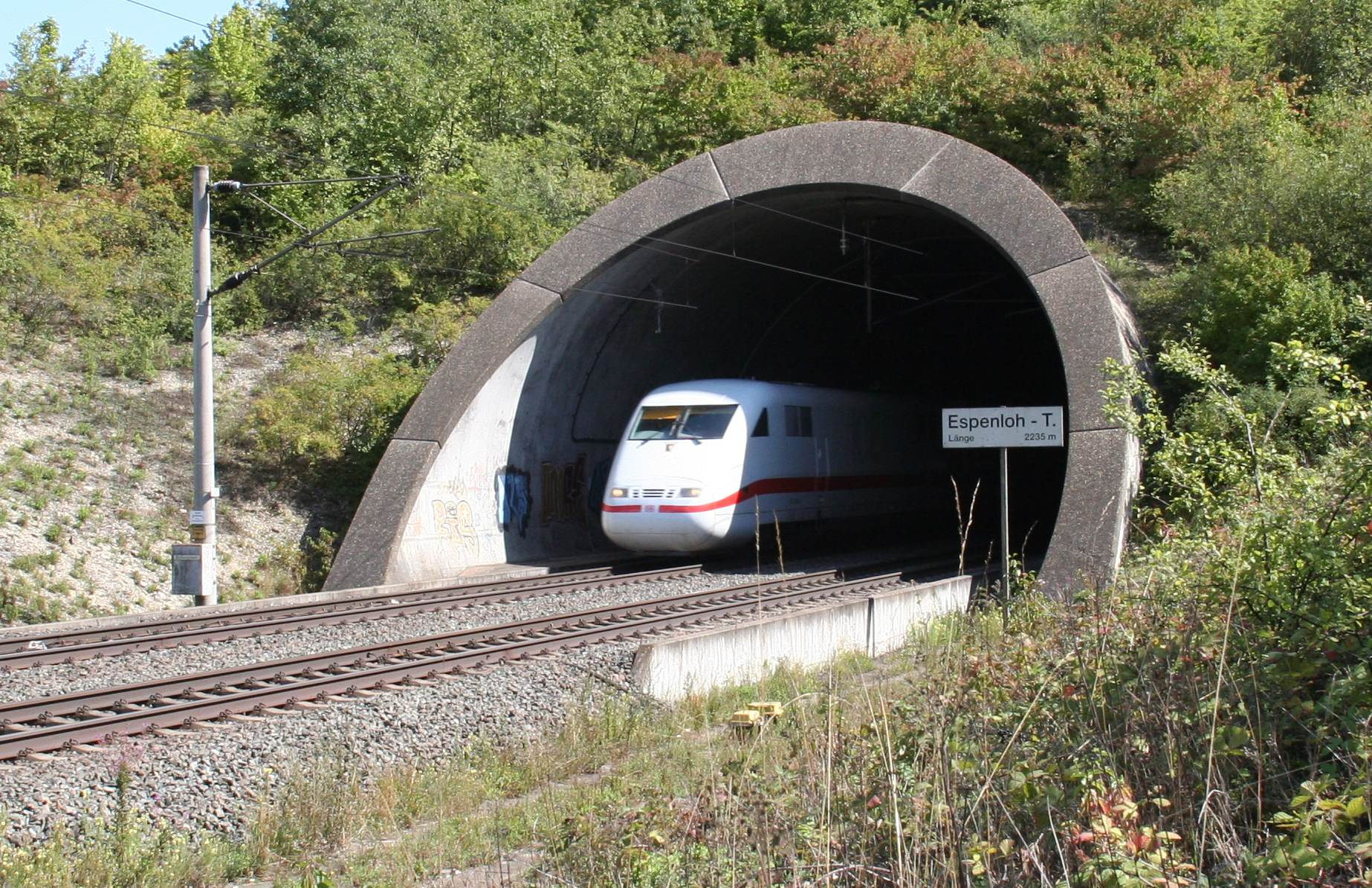
エスペンロートンネル

### 交通
ハノーファー - ヴュルツブルク高速鉄道路線が、バルテルスグラーベンタール橋や全長2,235mのエスペンロートンネルで、この町の町域を貫いている。

### 教育
- 基礎課程学校 1校

## 引用
1. ↑  https://www.statistikdaten.bayern.de/genesis/online?operation=result&code=12411-003r&leerzeilen=false&language=de Genesis-Online-Datenbank des Bayerischen Landesamtes für Statistik Tabelle 12411-003r Fortschreibung des Bevölkerungsstandes: Gemeinden, Stichtag (Einwohnerzahlen auf Grundlage des Zensus 2011)
2. ↑  Bayerische Landesbibliothek Online
3. ↑  “Gemeinde Leinach - Bürgermeister”. 2021年4月14日閲覧。